# Першинська сільська рада (Далматовський район)
Пе́ршинська сільська рада (рос. Першинский сельский совет) — сільське поселення у складі Далматовського району Курганської області Росії.
Адміністративний центр та єдиний населений пункт — село Першинське.
Населення сільського поселення становить 224 особи (2017; 284 у 2010, 443 у 2002).